# Andricus perlentus
Andricus perlentus är en stekelart som först beskrevs av Kinsey 1937.  Andricus perlentus ingår i släktet Andricus och familjen gallsteklar. Inga underarter finns listade i Catalogue of Life.